# Aschkopf-Pompadourtaube

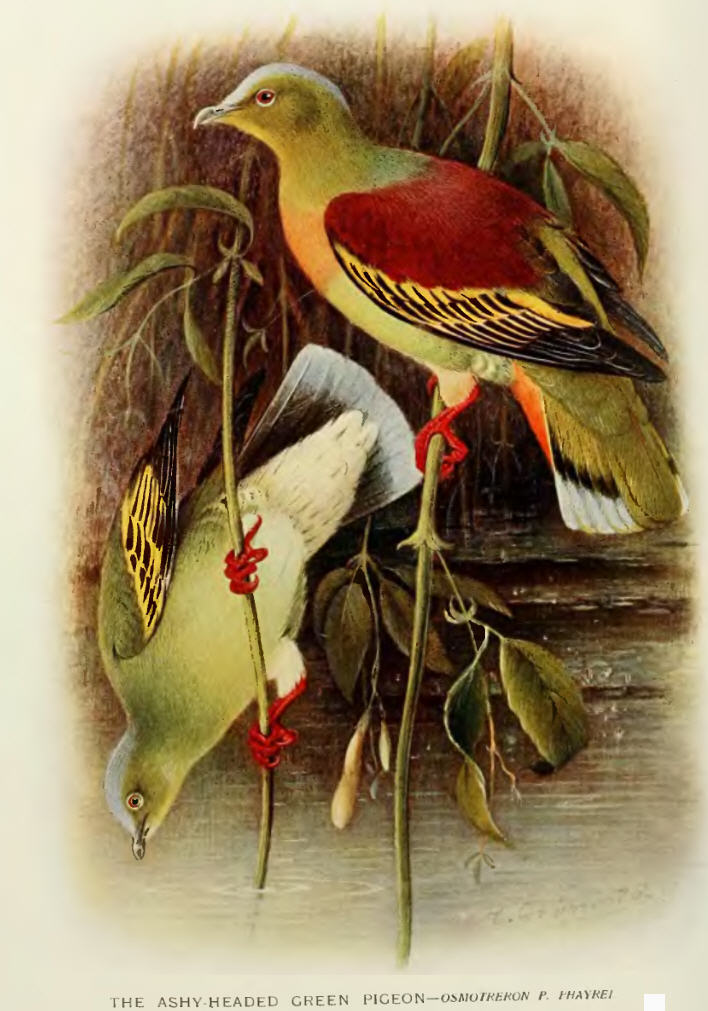
Aschkopf-Pompadourtaube

Die Aschkopf-Pompadourtaube (Treron phayrei) ist eine Art der Taubenvögel. Sie ist in Südostasien weit verbreitet. Sie galt lange als eine Unterart der Sri-Lanka-Pompadourtaube, die Unterschiede zu dieser Art sind jedoch so ausgeprägt, dass sie als eigenständige Art durchgehend anerkannt ist.
Die Bestandssituation der Aschkopf-Pompadourtaube wird von der IUCN mit potentiell gefährdet (near threatened) angegeben, da die Bestandszahlen stetig zurückgehen.

## Erscheinungsbild
Die Aschkopf-Pompadourtaube erreicht eine Körperlänge von 27 Zentimeter. Sie ist eine mittelgroße, kompakt gebaute Taube mit einem kräftigen Schnabel, die etwas kleiner ist als eine Lachtaube. Der Geschlechtsdimorphismus ist nur geringfügig ausgeprägt. Die beiden Geschlechter unterscheiden sich überwiegend durch die Färbung des Mantels und die unterschiedliche Brustfärbung.

### Erscheinungsbild des Männchens
Der Vorderkopf, der Scheitel und der Nacken sind grau, die Zügel und der schmale Überaugenstreif sind olivfarben. Der Hinterhals ist dunkel olivfarben, der Mantel und die kleinen Flügeldecken sind bei den Männchen kräftig kastanienbraun.
Die oberste Federreihe der mittleren Flügeldecken ist dunkel olivfarben mit leuchtend gelben Säumen. Die übrigen Federn der mittleren Flügeldecken sind schwarz mit schmalen gelben Säumen. Die großen Flügeldecken sind schwarz mit schwefelgelben Säumen an den Außenfahnen. Die Armschwingen sind schwarz und weisen ebenfalls gelbe Säume auf. Die Handschwingen sind schwarz mit schmalen gelben oder weißen Säumen. Der Rücken ist dunkel olivfarben, die Oberschwanzdecken sind etwas heller. Die mittleren Steuerfedern sind leuchtend olivfarben, die übrigen Steuerfedern sind auf der Oberseite olivfarben bis grau. Über die äußeren Steuerfedern verläuft ein breites blassgraues Endband.
Das Kinn und die Kehle sind matt olivfarben. Die Brust ist ebenfalls matt olivfarben mit einem orangefarbenen Band auf der Vorderbrust. Der Bauch ist matt graugrün. Die Schenkel sind dunkel graugrün und weisen in der Regel breite gelbe Säume auf. Die Unterschwanzdecken sind ziegelrot. Die Steuerfedern sind auf der Unterseite schwarz mit einem breiten blassgrauen Endband. Die Iris ist rosa mit einem blassblauen äußeren Ring. Der schmale Orbitalring ist blau. Die Wachshaut und die Schnabelbasis sind grünlich grau, die Schnabelspitze ist bläulich hornfarben. Die Füße sind ziegelrot.

### Erscheinungsbild der Weibchen und Jungvögel
Das Gefieder des Weibchens hat mehr Grünanteile: Mantel und kleine Flügeldecken, die beim Männchen kastanienbraun sind, sind bei ihr dunkel olivfarben. Auf der Brust fehlt die orange Färbung. Die Unterschwanzdecken sind blass isabellfarben mit dunklen graugrünen Federschäften.

## Verbreitungsgebiet und Lebensraum
Das Verbreitungsgebiet der Aschkopf-Pompadourtaube ist sehr groß. Es reicht von Nepal, Bhutan, Bangladesch, dem Osten von Indien, dem Süden von Yunnan, Myanmar, Laos, Kambodscha bis nach Vietnam.
Der Lebensraum der Aschkopf-Pompadourtaube sind feuchte Wälder. Im Himalaya kommt sie noch auf Höhenlagen von 1500 Höhenmetern vor, im übrigen Verbreitungsgebiet ist sie oberhalb von 1000 Höhenmetern nicht anzutreffen. Zumindest in Indochina ist sie auf die Tiefebenen beschränkt und kommt in Kambodscha oberhalb von 450 Metern beispielsweise nicht vor. Sie ist einem starken Jagddruck ausgesetzt und leidet als Taubenart der Tiefebenen besonders stark unter der zunehmenden Entwaldung in ihrem Verbreitungsgebiet.

## Lebensweise
Die Aschkopf-Pompadourtaube kommt überwiegend in kleinen Trupps von bis zu einem dutzend Individuen vor. An sehr reichhaltig fruchttragenden Bäumen kann es auch zu Ansammlungen von größeren Trupps kommen.
Das Nahrungsspektrum umfasst eine sehr große Bandbreite an Früchten, Beeren und Knospen. Eine besondere Rolle in der Ernährung spielen Feigen, die die Tauben gewöhnlich direkt vom Ast picken. Auf den Boden kommt diese Taube überwiegend nur zum Trinken. Das Nest ist taubentypisch eine lose Plattform aus kleinen Ästchen. Das Gelege besteht aus zwei Eiern. Beide Elternvögel sind an der Bebrütung der Eier beteiligt. Die Nestlinge schlüpfen 12 bis 14 Tage nach Brutbeginn.